# جيل الاستقلال من كتاب الأرمن
جيل الاستقلال من كتاب الأرمن هي مجموعة من الكتاب الأرمنيين وتم إنشاء هذه المجموعة بعد استقلال الأدب الأرميني في عام 1992.